# Irina Câmpineanu

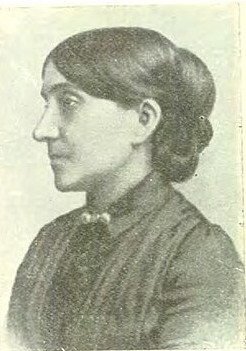
Irina Câmpineanu

Irina Câmpineanu (1854–1920) a fost o femeie română cunoscută în calitate de fondatoare în anul 1906 a organizației Crucea Roșie a doamnelor din România, care a fuzionat în 1915 cu Crucea Roșie Română.

## Biografie
Ea a fost fiica lui Ștefan Bellu și a Elisabetei Știrbei, nepoata domnitorului Barbu Știrbei. În timpul Războiului de Independență, a condus spitalul „Independența” al Crucii Roșii, împreună cu Maria Rosetti, Elena Cantacuzino, doctorii Sergiu și Ludovic Fialla. A fost președinte de onoare a societății Crucea Roșie din România în perioada 1915–1920. A scris, de asemenea, o carte despre igiena copilului, semnată cu pseudonimul „Kiajna” și apărută în 1887.Era soția lui Ion I. Câmpineanu.